# Eriostemon obovalis
Eriostemon obovalis là một loài thực vật có hoa trong họ Cửu lý hương. Loài này được A.Cunn. mô tả khoa học đầu tiên năm 1825.